# (34593) 2000 TD19
2000 TD19 (asteroide 34593) é um asteroide da cintura principal. Possui uma excentricidade de 0.10915880 e uma inclinação de 11.50527º.
Este asteroide foi descoberto no dia 1 de outubro de 2000 por LINEAR em Socorro.